# ندلیکو ووکویه
ندلیکو ووکویه (کرواتی: Nedeljko Vukoje؛ زادهٔ ۹ سپتامبر ۱۹۴۳) بازیکن فوتبال اهل یوگسلاوی بود.
از باشگاه‌هایی که در آن بازی کرده‌است می‌توان به باشگاه فوتبال فرایبورگر و باشگاه فوتبال رییکا اشاره کرد.
وی همچنین در تیم ملی فوتبال یوگسلاوی بازی کرده‌است.